# Robert Napier, I barone Napier di Magdala
Robert Napier, primo barone di Magdala (Ceylon, 6 dicembre 1810 – Londra, 14 gennaio 1890), è stato un militare inglese.

## Biografia
Figlio del Maggiore Frederick Napier, il quale morì, durante la presa d'assalto di Meester Cornelis (l'attuale Jatinegara), a Giava, il 26 agosto 1810, Robert nacque nello Sri Lanka, allora chiamato Ceylon, fu educato all'Accademia Militare di Addiscombe, divenne parte degli Ingegneri di Bengal all'età di 18 anni e arrivò in India nel novembre del 1828.

### India
Napier trovò impiego nei lavori di irrigazione della Public Works Department per alcuni anni, dopodiché, fu promosso Capitano nel gennaio 1841 e assegnato a Sirhind. Nel dicembre 1845 si unì all'Esercito Inglese e divenne Commendatore degli Ingegneri di Bengal nella battaglia di Mudki. Prese parte alle battaglie di Ferozeshah e di Sobraon, dove conseguì il brevetto di Maggiore. Nel settembre del 1848 fu presente alla presa d'assalto di Multan e alla resa del Forte di Chinot il 23 gennaio del 1849.
Prese parte, nel febbraio del 1849, alla battaglia di Gujrat insieme a Sir Hugh Gough e, assieme a Sir Walter Gilbert, fu presente alla resa dell'esercito Sikh. In queste circostanze riuscì a conseguire il brevetto di Tenente-Colonnello. Alla fine della Seconda Guerra Sikh trovò impiego come ingegnere civile nell'Amministrazione della Provincia di Punjab dove fece diversi ed importanti lavori pubblici. Nel dicembre 1852 conseguì il brevetto di Colonnello, prendendo il comando di una colonna nella spedizione di Hazara, contro i Baris, nella Frontiera del Nord-Ovest.

### Cina
Nel gennaio del 1860 fu promosso Maggior-Generale, prendendo parte alla Seconda Guerra Anglo-Cinese, comandando la 2º Divisione nella spedizione guidata da Sir James Hope Grant. Prese parte alle azioni di Sinho, alla presa d'assalto dei Forti Taku e all'entrata di Pechino.
Napier era un membro militare del Governatorato-Generale del consiglio d'India fino al 1865, sostituendo per un corto periodo, come Governatore-Generale, Lord Elgin dopo la sua morte. Nel gennaio 1865 assunse il comando dell'Esercito di Bombay. Nel marzo del 1867 ricevette la promozione di Tenente-Generale, e più tardi prese il comando della spedizione punitiva in Abissinia del 1868.

### Abissinia
Il suo periodo d'apice fu proprio questo, quando condusse la spedizione, nel 1868, contro l'Imperatore Teodoro II d'Etiopia. Il sovrano Etiope aveva in ostaggio un certo numero di Missionari Protestanti e due diplomatici del Regno Unito. Napier approdò nel  Golfo di Zula il 2 gennaio 1868, e partì verso gli altopiani Etiopi il 25 gennaio. La spedizione dovette attraversare 644 km di montagne e di popolazioni ostili. Formalmente, il suo intento non era di conquista, ma solo quello di salvare gli europei presi in ostaggio da Teodoro II d'Etiopia. Dal Ras Kassa, il futuro Imperatore d'Etiopia, Giovanni IV d'Etiopia, Sir Rober Napier acquistò dunque l'equivalente di 4,35 milioni di Talleri (la moneta in vigore in Etiopia in quel periodo), di viveri per le sue truppe. Quel che aiutò Napier fu comunque l'ostilità generale provata dagli Etiopi verso Teodoro II d'Etiopia.
Napier raggiunse Magdala il 9 di aprile, e il giorno dopo, il Venerdì Santo prima della Pasqua, sconfisse le 9.000 truppe di Teodoro II d'Etiopia, con una perdita di soli 2 soldati Britannici, in quella che fu la Battaglia di Magdala. Anche se Teodoro II cercò ripetutamente di negoziare una resa, Napier prese possesso di Magdala, la fece saccheggiare e la bruciò, dopo essere venuto a sapere del suicidio di Teodoro II. Molti degli oggetti saccheggiati da Napier, durante questa Battaglia, si possono ammirare in diverse collezioni nel Regno Unito, nonostante diverse proteste atte a restituire all'Etiopia questi tesori.
Dopo questa campagna militare in Etiopia, Napier, ricevette diverse onorificenze e divenne membro della Royal Society. Ricevette una pensione parlamentare e fu fatto Gran Commendatore dell'Ordine del Bagno, Libero Cittadino di Londra, e ricevette il titolo nobiliare di Barone.

### Carriera postuma
Napier divenne Comandante-in-Carica dell'India (1870 - 1876), essendo stato promosso a Generale nel 1874. Dal 1876 al 1883 fu Governatore di Gibilterra. Durante un periodo difficile per la politica europea fu messo al comando di una spedizione che doveva essere mandata a Costantinopoli. Nel 1879 divenne membro della Commissione Reale per l'organizzazione dell'Esercito e a novembre fu presente al secondo matrimonio di Alfonso XII di Spagna come ambasciatore extraordineir. Il 1º gennaio 1883 divenne Maresciallo di Campo, nel gennaio del 1887 Agente della Torre di Londra. Morì a Londra il 14 gennaio 1890 con funerali di stato, fu seppellito nella Cattedrale di San Paolo. (Suo figlio maggiore, Rober William Napier, (nato il 1945) succedette al suo titolo nobiliare di Barone)?

## Onori
- Nel 1883 il Governo Britannico installò a Gibilterra un cannone di 100 tonnellate intitolato a suo nome.
- Si può trovare una sua statua, che lo ritrae a dorso di cavallo a Londra nella Queen's Gate in Kensington Road.

Una scuola secondaria a Gillingham Kent ( Regno Unito ) è intitolata in suo onore.

## Nella cultura di massa
Napier è protagonista, raffigurato al comando dell'Esercito di Abissinia, nel libro di narrativa di
George MacDonald Fraser: "Flashman on the March" nel quale è soprannominato "the bughunter" (cioè Il Cacciatore di Insetti) in riferimento alla sua appartenenza alla Royal Society.